# Президенты Международной федерации обществ Красного Креста и Красного Полумесяца
Основанная в 1919 году под названием «Лига Обществ Красного Креста», организация стала называться «Лига Обществ Красного Креста и Красного Полумесяца» в 1983 году. Нынешнее название «Международная Федерация Обществ Красного Креста и Красного Полумесяца» было принято в 1991 году.
Во главе Совета управляющих (Board of Governors) организации стоял «председатель», который избирался каждые четыре года.
В 1977 году название должности было заменено на «президент».
| Срок      | Имя                                                                                      | Страна    | Фото |
| --------- | ---------------------------------------------------------------------------------------- | --------- | ---- |
| 1919—1922 | Генри Померой Дэвисон (Henry Pomeroy Davison), председатель                              | США       |      |
| 1922—1935 | Джон Бартон Пэйн (John Barton Payne), председатель                                       | США       |      |
| 1935—1938 | Кэйри Грейсон (Cary Travers Grayson), председатель                                       | США       |      |
| 1938—1944 | Норман Дэвис (Norman Davis), председатель                                                | США       |      |
| 1944—1945 | Жан де Мюро (Jean de Muralt), председатель                                               | Швейцария |      |
| 1945—1950 | Базиль О'Коннор (Basil O’Connor), председатель                                           | США       |      |
| 1950—1959 | Эмиль Сандстрём (Emil Sandström), председатель                                           | Швеция    |      |
| 1959—1965 | Джон Макаулей (John MacAulay), председатель                                              | Канада    |      |
| 1965—1977 | Хосе Баррозо (José Barroso Chávez), председатель                                         | Мексика   |      |
| 1977—1981 | Джозеф Адефарасин, президент                                                             | Нигерия   |      |
| 1981—1987 | Энрике де ла Мата (Enrique de la Mata), президент                                        | Испания   |      |
| 1987—1997 | Марио Энрике Виллароэл Ландер (Mario Enrique Villarroel Lander), президент               | Венесуэла |      |
| 1997—2000 | Астрид Хайберг (Astrid Nøklebye Heiberg), президент                                      | Норвегия  |      |
| 2001—2009 | Хуан Мануэль Суарес дель Торо Риверо (Don Juan Manuel Suárez Del Toro Rivero), президент | Испания   |      |
| 2009—2017 | Тадатеру Коное (近衞 忠煇), президент                                                    | Япония    |      |
| 2017—     | Франческо Рокка (Francesco Rocca), президент                                             | Италия    |      |